# Beep
„Beep” este al treilea single lansat de grupul muzical Pussycat Dolls, de pe albumul de debut, PCD. Single-ul a avut un succes moderat, întrând în top 20 în aproape toate clasamentele unde a activat. În Belgia și Noua Zeelandă, „Beep” a atins poziția cu numărul 1.  Poziții onorabile a obținut și în Australia, Irlanda, Germania, Olanda sau Regatul Unit. 
A fost regizat de Benny Boom și filmat în octombrie 2005. Videoclipul începe cu Nicole mergând într-un lift și vorbind cu cineva care probabil nu-i place. Apoi, cântând primul vers, intră în camera în care se află celelalte fete (acolo apare și câinele Jessicai, purtând un costum pe care scrie cuvântul BEEP). Restul videoclipului arată o repetiție de dans și o petrecere. Din când în când, apare will.i.am.

## Informații Generale
„Beep” se intenționa a fi lansat ca cel de-al doilea single al albumului PCD, ca succesor al lui „Don't Cha”. Single-ul a fost împins înapoi de faptul că grupul Black Eyed Peas a lansat melodia „My Humps”. Managerii grupului Pussycat Dolls au hotărât să amâne lansarea deoarece atât „Beep” cât și „My Humps” aveau un mesaj similar și ambele conțineau vocea lui will.i.am. În urma acestor întâmplări, „Beep” a fost lansat ca cel de-al treilea single, locul lui ca succesor al lui „Don't Cha” fiind luat de balada „Stickwitu”. Cântecul folosește o mostră din cântecul „Evil Woman” al grupului Electric Light Orchestra.
Numele cântecului provine de la tonurile similare celor utilizate pentru cenzură, beep-uri fiind adăugate la sfârșitul fiecărui vers. Beep-urile folosite nu cenzurează melodia ci fac parte din ea, spre deosebire de „Don't Cha”, „Beep” nu conține conținut explicit.

## Suport Vocal
La fel ca în majoritatea melodiilor incluse pe albumul PCD, Nicole Scherzinger cântă pe majoritatea duratei. O parte din refren este cântat de către Carmit Bachar și Melody Thornton. După plecarea lui Bachar din grup, Jessica Sutta, Kimberly Wyatt și Ashley Roberts cântă în locul său.

## Prezența în clasamente
„Beep” nu a reușit să repete succesul obținut de predecesoarele sale în SUA, obținând doar locul 13. Mai mult succes a înregistrat în clasamentul cântecelor digitale, ocupând locul 6. Înainte de lansarea oficială cântecul a intrat în clasamentul Billboard Pop 100 și a atins poziția cu numărul 92, în anul 2005.
În Oceania, single-ul s-a bucurat de un succes major, obținând poziția cu numărul 3 în Australia și poziția cu numărul 1 în Noua Zeelandă. În ultima țară, single-ul a staționat pe locul 1 timp de șapte săptămâni consecutive, devenind și cel de-al treilea cântec ajuns pe prima poziție al grupului.
La nivel european, single-ul a avut similar celui din Oceania, obținând clasări de top 10 în peste zece țări europene, inclusiv: Austria, Belgia (unde a atins chiar prima poziție), Elveția, Franța, Germania, Irlanda, Norvegia sau Regatul Unit. În restul clasamentelor europene, „Beep” a obținut în general clasări de top 20. În România, cântecul a primit un număr mare de difuzări însă a fost afectat de prezența în clasament a altor melodii ale grupului, „Buttons”, „Stickwitu” sau „Sway”. „Beep” a obținut doar poziția cu numărul 33, devenind cel mai slab clasat single Pussycat Dolls în România.
La nivel mondial, single-ul a debutat pe locul 20 cu 98.000 de puncte. După doar câteva săptămâni, cântecul urcă în top 10, atingând poziția cu numărul 5, unde staționează două săptămâni consecutive. „Beep” a petrecut un total de douăzeci și două de săptămâni în top, acumulând 2.893.000 de puncte.

## Clasamente
| Clasament (2006)         | Poziția maximă | Referință |
| ------------------------ | -------------- | --------- |
| Australian Singles Chart | 3              | [ 1 ]     |
| Austrian Singles Chart   | 7              | [ 1 ]     |
| Belgian Singles Chart    | 1              | [ 1 ]     |
| Dutch Top 40             | 2              | [ 1 ]     |
| Euro 200                 | 2              | [ 5 ]     |
| Finnish Singles Chart    | 11             | [ 1 ]     |
| France Singles Chart     | 10             | [ 1 ]     |
| German Singles Chart     | 5              | [ 1 ]     |
| Irish Singles Chart      | 2              | [ 1 ]     |
| Italian Singles Chart    | 14             | [ 1 ]     |

| Clasament (2006)                 | Poziția maximă | Referință   |
| -------------------------------- | -------------- | ----------- |
| Norway Singles Chart             | 3              | [ 1 ]       |
| New Zealand Singles Chart        | 1              | [ 1 ]       |
| Swedish Singles Chart            | 15             | [ 1 ]       |
| Swiss Singles Chart              | 7              | [ 1 ]       |
| Romanian Singles Chart           | 33             | [ 3 ]       |
| UK Singles Chart                 | 2              | [ 1 ]       |
| U.S. Billboard Hot 100           | 13             | [ 1 ] [ 2 ] |
| U.S. Billboard Pop 100           | 92             | [ 2 ]       |
| U.S. Billboard Hot Digital Songs | 6              | [ 2 ]       |
| United World Chart               | 5              | [ 1 ]       |

## Puncte obținute la nivel mondial
| Săpt. | Poziția | Puncte  | Referință |
| ----- | ------- | ------- | --------- |
| #01   | 20      | 98.000  | [ 4 ]     |
| #02   | 17      | 114.000 | [ 6 ]     |
| #03   | 15      | 138.000 | [ 7 ]     |
| #04   | 11      | 146.000 | [ 8 ]     |
| #05   | 9       | 168.000 | [ 9 ]     |
| #06   | 5       | 192.000 | [ 10 ]    |
| #07   | 5       | 198.000 | [ 11 ]    |
| #08   | 6       | 198.000 | [ 12 ]    |
| #09   | 7       | 184.000 | [ 13 ]    |
| #10   | 9       | 176.000 | [ 14 ]    |
| #11   | 10      | 157.000 | [ 15 ]    |

| Săpt. | Poziția | Puncte  | Referință |
| ----- | ------- | ------- | --------- |
| #12   | 10      | 151.000 | [ 16 ]    |
| #13   | 10      | 143.000 | [ 17 ]    |
| #14   | 10      | 124.000 | [ 18 ]    |
| #15   | 15      | 117.000 | [ 19 ]    |
| #16   | 18      | 101.000 | [ 20 ]    |
| #17   | 17      | 98.000  | [ 21 ]    |
| #18   | 17      | 98.000  | [ 22 ]    |
| #19   | 23      | 84.000  | [ 23 ]    |
| #20   | 27      | 76.000  | [ 24 ]    |
| #21   | 34      | 68.000  | [ 25 ]    |
| #22   | 35      | 64.000  | [ 26 ]    |

## Lista melodiilor
- Disc Single (SUA)

1. „Beep” [Versiunea EP]
2. „Beep” [Instrumental]
3. „Beep” [Remix Reggaeton ]

- Single digital iTunes (SUA)

1. „Beep” [Versiunea de pe album]
2. „Beep” [Videoclip]

- Disc Single CD1 (Regatul Unit)

1. „Beep” [Versiunea de pe album]
2. „Hot Stuff” (I Want You Back) [Remix]

- Disc Single CD2 (Regatul Unit)

1. „Beep” [Versiune radio]
2. „Hot Stuff (I Want You Back)” [Remix]
3. „Beep” [CD-Rom Video]
4. „Sway” [CD-Rom Video]

## Succesiuni
| Predecesor: "Je t'adore" de Kate Ryan | Belgian Singles Chart number-one single 18 aprilie 2006 – 24 aprilie 2006 | Succesor: "Pump It" de Black Eyed Peas |
| Predecesor: "Check on It" de Beyoncé  | New Zealand Singles Chart number-one single 27 martie 2006 – 15 mai 2006  | Succesor: "Touch It" de Busta Rhymes   |